# 森山雅幸
森山 雅幸（もりやま まさゆき、1949年 - ）は、ランドスケープアーキテクトおよび宮城大学名誉教授。第37回日本公園緑地協会北村賞受賞。

## 概要
1949年に福岡県で誕生。
南九州大学園芸学部造園学科を卒業し、鹿児島大学大学院農学研究科修士課程、オレゴン大学建築・総合芸術学部大学院造園学科修士課程を修了（M.L.A）を修了する。その後、サンフランシスコ（アメリカ）近郊の設計事務所に勤務する。日本に帰国してからは仙台で設計事務所森山アソシエイツを設立。
食産業学部教授、宮城大学副学長を歴任し、東北地方の文化的景観や三陸沿岸部オープンスペースに関する敷地分析、スキー場の夏期利用のための敷地計画等の研究を行ってきた。技術士（都市および地方計画）。ASLAカリフォルニア州登録ライセンス。石巻南浜津波復興祈念公園有識者委員会副委員長も務めている。

## 主な作品
- あすと長町中央公園（仙台市太白区）[10]
- みちのく公園わらすこひろば[2][11]
- 下郷町本町グラインガルテン（景観施設等に関する指導やグランドデザインの作成等の基本設計を担当）[12]
- 小坂鉱山事務所（基本設計・前庭設計）[13]

など多数。

## 著書
- 『ランドスケープアーキテクチャーの起点』（編著 ; 河合嗣生, 平岡直樹, 青木俊明, 田村孝浩 著、ぎょうせい、2007年）